# Periscyphis merolobatus
Periscyphis merolobatus är en kräftdjursart som beskrevs av Franco Ferrara och Stefano Taiti1982. Periscyphis merolobatus ingår i släktet Periscyphis och familjen Eubelidae. Inga underarter finns listade i Catalogue of Life.